# Creixell
Creixell est une commune de la province de Tarragone, en Catalogne, en Espagne, de la comarque de Tarragonès. Elle est jumelée avec le village de Vorey-sur-Arzon (Haute-Loire).

## Jumelage
Creixell est jumelé avec le village de  Vorey (France) (Haute-Loire).